# تولوجال
تولوجال (بالإنجليزية: Tulugal)‏ ظل الإنسان في الأساطير الاسترالية الذي اعتنى به الإنسان الخالق «دارامولوم».